# 南非鐵路5M2級電聯車
南非鐵路5M2級電聯車及南非鐵路5M2A級電聯車是都市鐵路用於為南非主要城市提供通勤鐵路服務的電聯車。最初的5M2級列車是由都城嘉慕於1958年至1960年間為南非鐵路而製造。然而，現今都市鐵路大多數使用由聯邦鐵路客貨車公司於1962年到1985年按照相同設計製造的5M2A級列車；聯邦鐵路客貨車公司共建造了4,447輛車卡。
雖然都市鐵路的大多數服務仍由5M2A級營運，但其正在逐步重建為新的10M3級、10M4級和10M5級。將5M2A級車卡的底架卸下，並用作10M級系列的底座。

## 規格
5M2級在3英尺6英寸（1,067毫米）的開普軌距上運行，其為整個非洲南部的標準軌道。動力車卡從架空集電弓吸取3,000V直流電；其輸出功率為925千瓦特（1,240匹馬力），產生158千牛頓（15.9長噸力；17.8短噸力）的牽引力。5M2級列車的最高速度為100每小時（62英里每小時）。一輛動力車卡可供56名乘客坐下和110名乘客站立，重60公噸（59長噸；66短噸）。而一輛拖卡則可供52名乘客坐下和149名乘客站立，其重30.5公噸（30.0長噸；33.6短噸）。

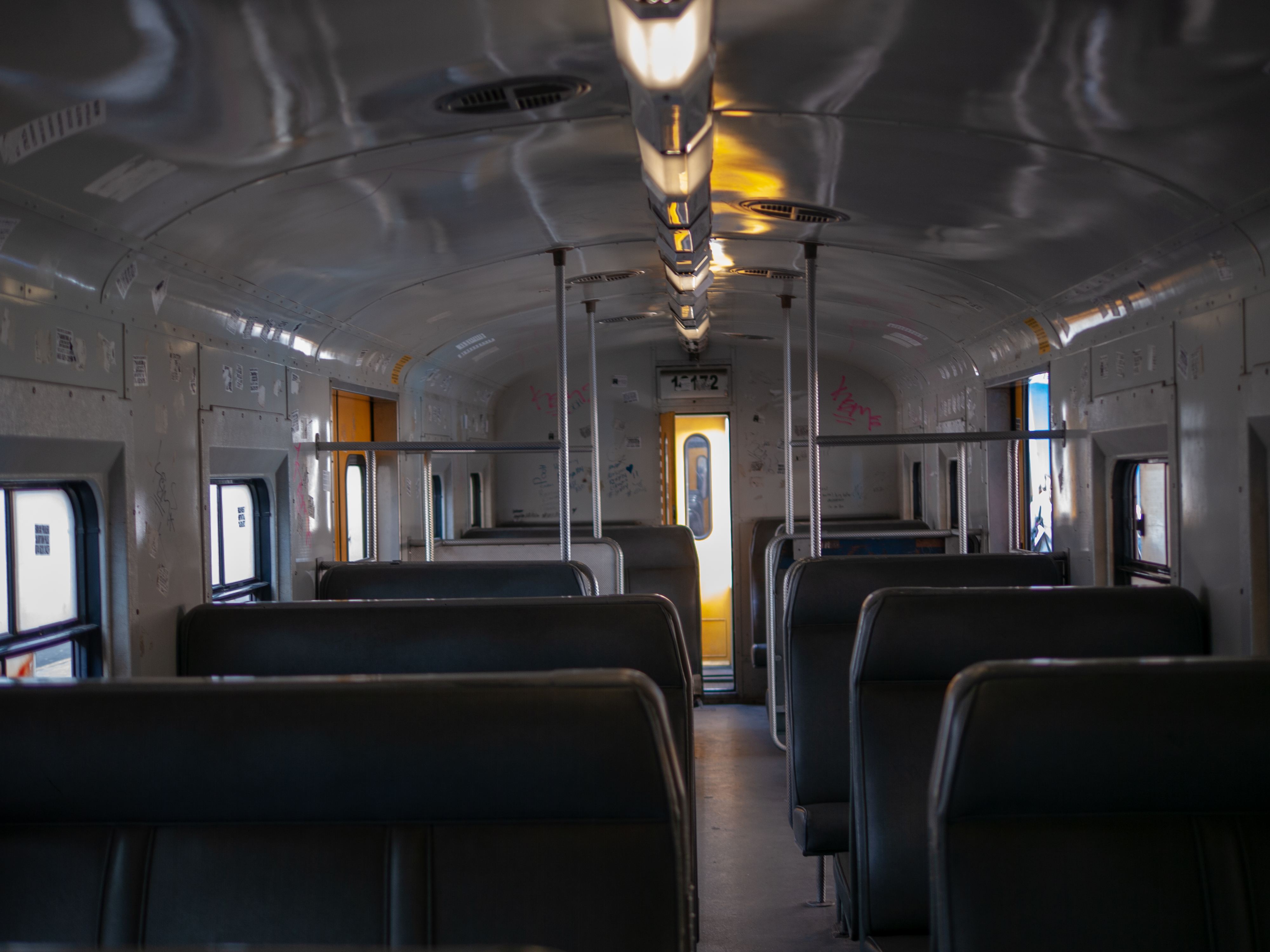
頭等車廂內部
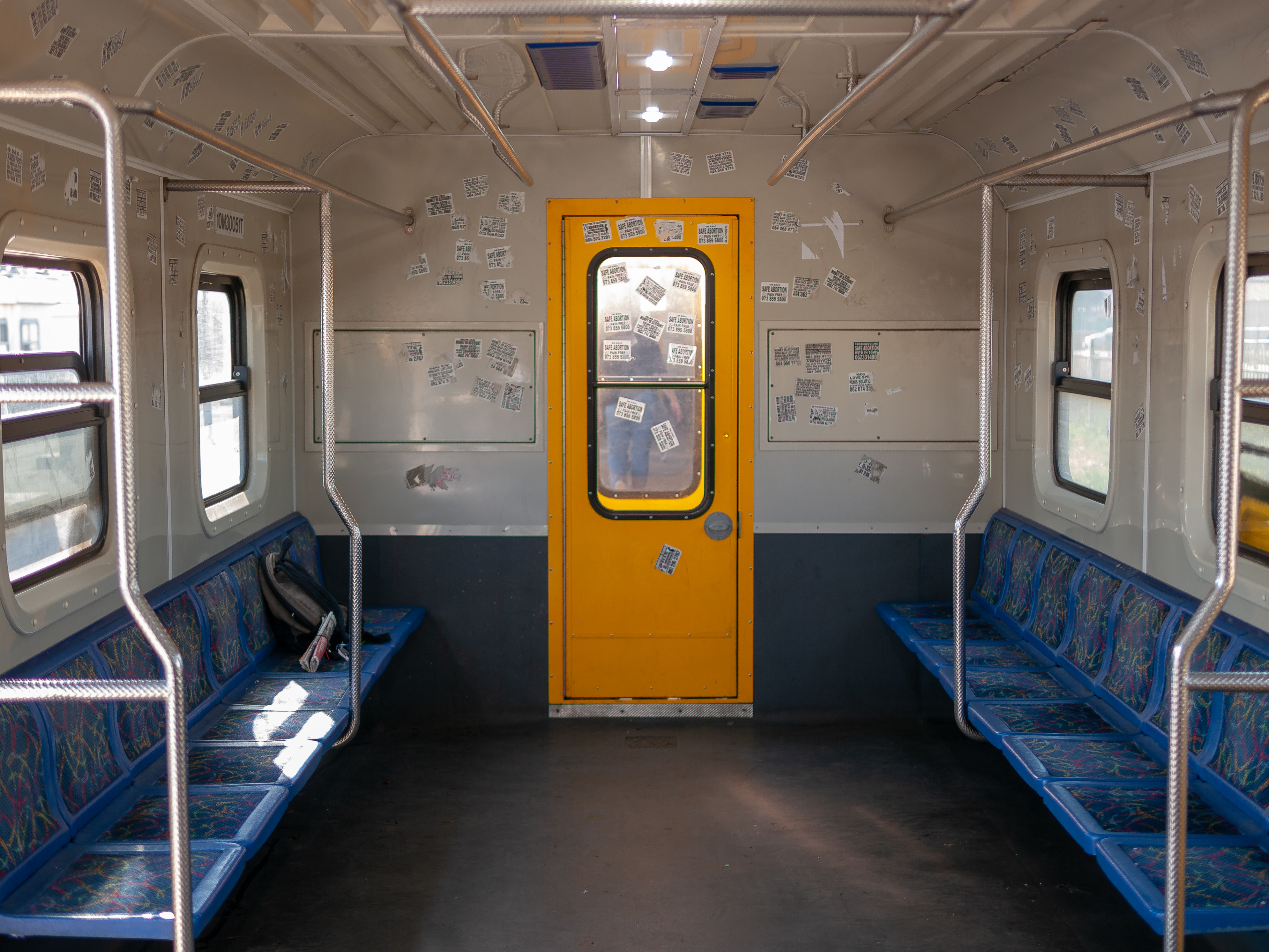
一般車廂內部

## 外部連結
维基共享资源上的相關多媒體資源：南非鐵路5M2級電聯車